# Burg Prackenfels
Die Burg Prackenfels ist eine abgegangene Adelsburg, die über dem Ort Prackenfels, einem Gemeindeteil von Altdorf bei Nürnberg, im mittelfränkischen Landkreis Nürnberger Land in Bayern, Deutschland liegt. Die Burg ist vollkommen abgegangen, das Bodendenkmal (D-5-6634-0096) ist in der Liste der Bodendenkmäler in Altdorf bei Nürnberg als Burgstall des späten Mittelalters und der frühen Neuzeit erfasst.

## Geographische Lage
Der Burgstall der Spornburg befindet am Rande des Pfaffentals auf einer Erhöhung im Ort Prackenfels.

## Geschichte der Burg
Die Burg Prackenfels wird 1362 erstmals erwähnt, als ein Konrad Harder von Rasch den Hof zu der „Gybelspürg“, ein Gütlein und eine Wiese um 200 Pfund Haller an Kaiser Karl IV. verkaufte, um ihn umgehend als böhmisches Burghutlehen auf dem Rothenberg zurückzuerhalten. Ab 1374 erscheint die Burg in Anlehnung an den seit 1350 nachweisbaren Brackenkopf (Hundekopf) im Wappen der Harder unter dem neuen Namen Prackenfels. 1387 verpfändeten Ruprecht Harder und seine Frau Anna sie an Ludwig Schenk von Reicheneck und Hans Waldstromer, 1393 verfügte Agnes, die Witwe von Konrad Waldstromer, über den (Pfand-)Besitz. Fast eineinhalb Jahrhunderte blieben Burg und Güter im Besitz dieses Geschlechts. 1434 wurden die Söhne des Hans Waldstromer vom Kaiser Sigismund belehnt. Um 1461/67 vermachte ein jüngerer Hans Waldstromer den Besitz seinen Söhnen Lorenz und Franz. Die Burg der Waldstromer wurde im Landshuter Erbfolgekrieg 1504 zerstört und anschließend nicht wieder aufgebaut. Konrad und Bertold Waldstromer verkaufen 1539/41 die Ruine samt Zubehör an Sebald Rech von Rechenberg. 1551 verkauft Rech Prackenfels bereits wieder an Paulus Grundherr von Altenthann. Es folgen bis 1580 die Nürnberger Kaufmannsfamilie Örtel und schließlich das Geschlecht der Haller von Hallerstein, die Prackenfels bis 1823 besaßen. In diesem Jahr wird Prackenfels an den Nürnberger Kaufmann Karl Benedikt von Schwarz veräußert.
Bis in die zweite Hälfte des 19. Jahrhunderts waren in Prackenfels beachtliche Mauerreste der Burg zu sehen.